# Uffe Riis Sørensen
Uffe Riis Sørensen (født 30. september 1943 i Aalborg) er en tidligere dansk chefredaktør og administrerende direktør på det danske nyhedsbureau Ritzaus Bureau i København frem til den 1. januar 2008, hvor han gik på pension. Derefter blev stillingen overtaget af den tidligere DR-programdirektør Lars Vesterløkke.